# Tiberius Iulius Mithridates

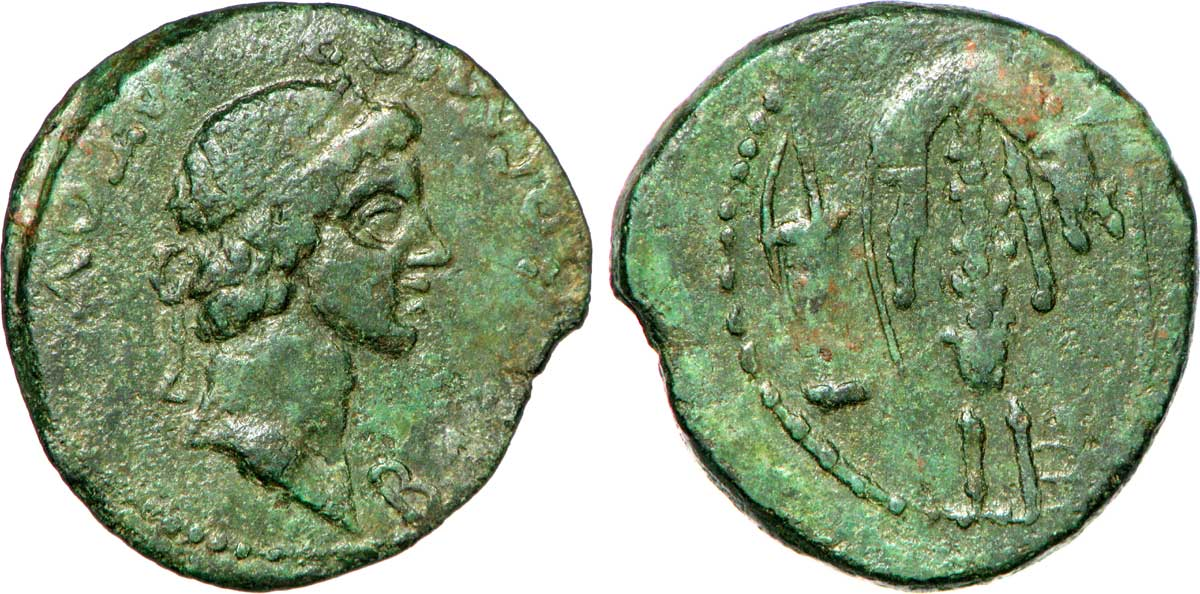
Mithridates III.

Tiberius Iulius Mithridates Philogermanicus Philopatris, bekannt als Mithridates III. (Griechisch: Τιβέριος Ιούλιος Μιθριδάτης Φιλογερμανικος Φιλοπατρíς), Philopatris bedeutet Liebhaber seines Landes (* im 1. Jahrhundert; † 68) war römischer Klientelkönig des Bosporanisches Reichs. Er regierte im ersten Jahrhundert von 38 nach Christus bis 46 n. Chr.

## Biografie

### Familie
Mithridates war der Sohn des ersten Klientelkönigs Aspourgos und der thrakischen Prinzessin Gepaepyris. Sein jüngerer Bruder war der spätere König Kotys I. Mithridates hatte griechische, iranische und römische Wurzeln. Des Weiteren war er ein Enkel des bosporanischen Königs Asandros und der Königin Dynamis, sowie des römischen Klientelkönigs von Thrakien Kotys VIII. und Antonia Tryphaena.
Durch seine römische Großmutter Antonia Tryphaena war er ein Nachkomme des Triumvirn Marcus Antonius. Außerdem war Mithridates durch Tryphaena mit zahlreichen Mitgliedern der julisch-claudischen Kaiserdynastie verwandt. Mithridates wurde nach seinem Vorfahren Mithridates VI. von Pontos benannt.

### Herrscher
Als sein Vater Aspourgos im Jahr 38 starb, wurde er zusammen mit seiner Mutter Gepaepyris zum Herrscher. Irgendwann vor 45 ernannte ihn Kaiser Claudius zum legitimen Herrscher über das gesamte Bosporanische Reich. 45 ersetzte Claudius Mithridates aus einem unbekannten Grund durch dessen jüngeren Bruder Tiberius Iulius Kotys I. Claudius zog den Großteil der im Bosporanischen Reich stationierten Truppen unter Aulus Didius Gallus ab. Nur noch die wenigen Kohorten unter dem römischen Ritter Gaius Julius Aquila blieben.
Mithridates missfiel die Situation. Er traute Kotys I. und Aquila nicht und versuchte, den Thron zurückzuerlangen. Ihm gelang es, die Führer der örtlichen Stämme und Deserteure zu seinen Verbündeten zu machen. Mithridates konnte die Kontrolle über die örtlichen Stämme ergreifen und eine Armee sammeln, um Kotys I. und Aquila den Krieg zu erklären. Als Kotys I. und Aquila von diesem Krieg erfuhren, befürchteten sie, dass eine Invasion unmittelbar bevorstand. Beide Männer hatten Claudius’ Unterstützung. Mithridates und seine Armee kämpften drei Tage lang gegen Kotys’ Armee und Aquilas Kohorten, bevor Kotys und Aquila unversehrt den Krieg am Fluss Don gewonnen hatten.
Mithridates wusste, dass Widerstand zwecklos war, und richtete einen Appell an Claudius. Er wandte sich an ein örtliches Stammesmitglied names Eunones, der ihm helfen sollte. Eunones sendete Gesandte mit Mithridates Brief nach Rom.
In seinem Brief an den Kaiser grüßte er diesen mit Würde und Respekt, von einem Herrscher zum anderen. Mithridates bat Claudius um Verzeihung und um von einem Triumphzug oder einer Todesstrafe verschont zu werden. Claudius war nicht sicher, wie man mit Mithridates bestrafen oder umgehen sollte. Mithridaten wurde gefangen genommen und nach Rom als Gefangener gebracht. Er wurde als eine öffentliche Figur neben der Plattform im Forum Romanum zusammen mit seinen Wachen gezeigt und seine Äußerung blieb unzweifelhaft.
Claudius war von Mithridates „Barmherzigkeit“ in seinem Brief beeindruckt. Er wurde von der Todesstrafe verschont und verbannt. Mithridates lebte bis zu seinem Tod als verarmter Exilmonarch. Er hat nie geheiratet und hatte keine Kinder.